# Imposition (imprimerie)

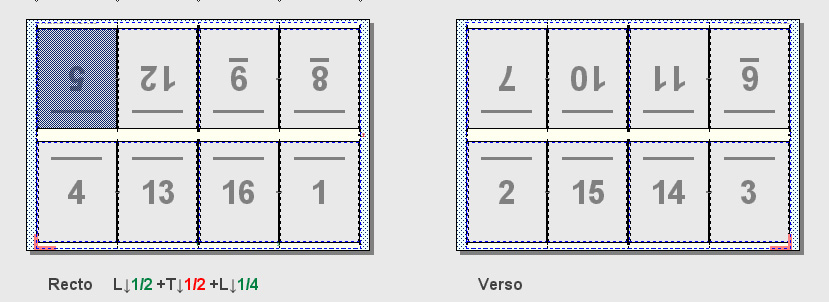
Imposition en cahier de 16 poses.

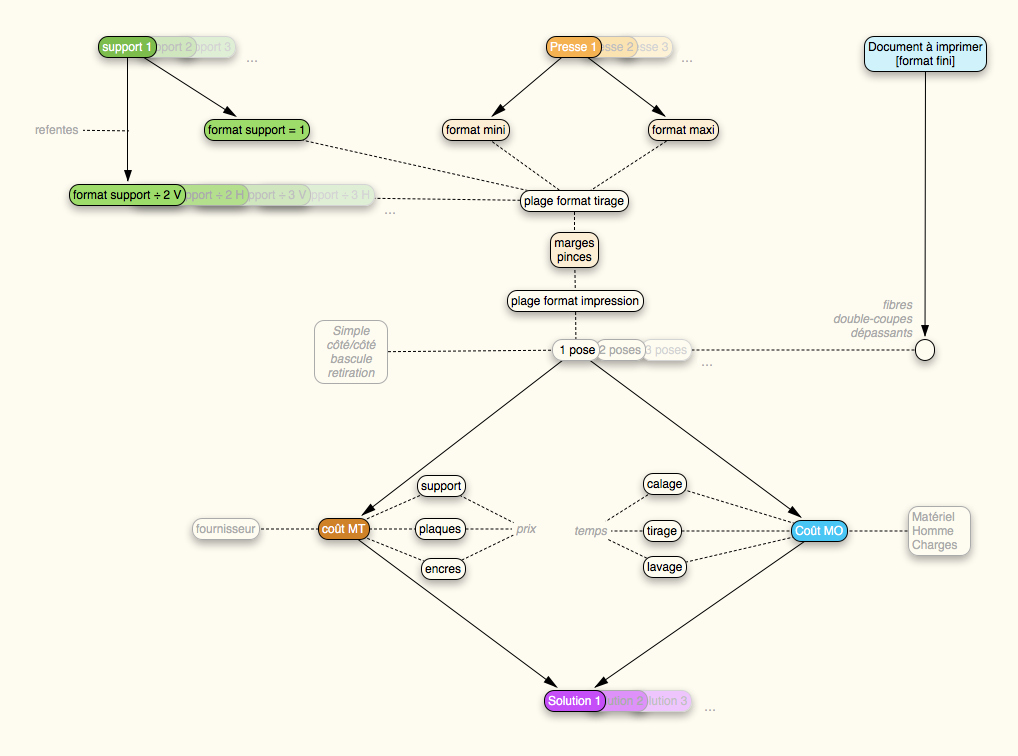
Processus de l'imposition :

Pour les articles homonymes, voir Imposition.
- sélectionner le bon format du support
- sélectionner la presse adaptée
- étudier les différentes possibilités d'imposition pour obtenir la solution idéale (rentable et technique).

En imprimerie, l'imposition est une des étapes de prépresse. Elle consiste à placer sur une grande feuille (la forme) les pages d'un ouvrage afin d'obtenir un cahier lors de son pliage. Les formes d'imposition se composent généralement de 4, 8, 16 ou 32 poses et sont gérées en signatures (recto, ou côté de première, et verso, ou côté de seconde). Les pages sont alors gérées deux à deux.
Pour un cahier de 16 pages, par exemple, le logiciel d'imposition assemblera les pages 16 et 1 ensemble pour le recto, puis 2 et 15 pour le verso, et ainsi de suite. La méthode de reliure détermine le mode d'imposition (tête à tête, tête à pied).
Pour faire une imposition, il faut :
- connaître le format fini ;
- connaître le format de la feuille d'impression ;
- calculer l'empagement en tenant compte de la catégorie ;
- connaître la machine à imprimer et sa prise de pinces ;
- prévoir la répartition des éléments à imposer ;
- et enfin prévoir les différents façonnages et finitions.

En fonction de l'ouvrage fini et éventuellement de sa reliure, il existe trois styles d'impositions :
- l'imposition standard (dite aussi côté-côté ou méthode classique) : le verso de la page est imprimé en premier (car souvent le moins chargé en encre) puis le papier est retourné et le recto est ensuite imprimé. C'est le cas de l'illustration. Il est nécessaire de produire deux jeux de plaques. Un pour le recto et un pour le verso, sauf bien sûr dans le cas d'un recto seul.
- l'imposition en retiration in-8 (dite aussi en bascule) : cette méthode ne nécessite qu'un seul jeu de plaques. La moitié gauche reçoit le (ou les) verso et la moitié droite le (ou les) recto ou inversement. Une fois la première "passe" effectuée, les feuilles sont retournées de gauche à droite et, sans changer les plaques, imprimées à nouveau sur leur envers.
- l'imposition en retiration in-12 (dite aussi en culbute) : semblable à la méthode précédente, les feuilles sont retournées de haut en bas. La moitié haute reçoit le (ou les) verso et la moitié basse le (ou les) recto ou inversement.